# Saint-Mards (Seine-Maritime)
Saint-Mards is een gemeente in het Franse departement Seine-Maritime (regio Normandië) en telt 194 inwoners (1999). De oppervlakte bedraagt 6,52 km², de bevolkingsdichtheid is 29 inwoners per km².

## Demografie
Onderstaande figuur toont het verloop van het inwonertal (bron: INSEE-tellingen).

1. ↑  Populations de référence 2022.